# Henk Stam
Hendrikus Gerardus (Henk) Stam (Utrecht, 26 september 1922 - Suawoude, 9 december 2002) was een Nederlandse componist en pianist.

## Levensloop
Stam studeerde aan het Utrechts Conservatorium bij onder anderen de pianist Gerard Hengeveld en de componist Hendrik Andriessen. Daarnaast studeerde hij musicologie aan de Rijksuniversiteit Utrecht. Hij volgde aan het Kranichsteiner Musikinstitut in Darmstadt cursussen in compositie (bij Wolfgang Fortner) en in muziekkritiek. 
In de jaren 1948-1954 gaf hij les aan de Stedelijke Muziekschool in Deventer. Daarna was hij tot 1961 directeur van de Provinciale Zeeuwse Muziekschool in Middelburg, waar hij ook de Vereniging voor Instrumentale Muziek dirigeerde. Vervolgens leidde hij tot 1973 de Muziek- en Dansschool te Rotterdam. Hij combineerde deze werkzaamheden met muziekjournalistiek werk voor het Nieuw Utrechts Dagblad en de AVRO (onder meer de radiorubriek Inleiding tot muziekbegrip). 
Als rechterhand van Walter Maas was hij een van de oprichters van de Stichting Gaudeamus, waarvan hij voorzitter is geweest. Hij bewoonde van 1946 tot 1953 het tuinhuis bij de Villa Gaudeamus in Bilthoven en had een leidende rol bij de organisatie van de Gaudeamus Muziekweken, waar ook regelmatig composities van hem werden uitgevoerd.
Henk Stam stierf op 80-jarige leeftijd na een langdurige ziekte.

## Werken
Stam behoorde tot de eerste Nederlandse componisten die interesse toonden voor de dodecafonie van Arnold Schönberg, zoals al blijkt uit zijn Strijkkwartet nr. 3 uit 1949. Deze lijn zette hij in de jaren vijftig voort, maar tegelijkertijd uitte hij in zijn boek Inleiding tot de hedendaagse muziek (1953) nog meer bewondering voor het werk van Carl Orff als de "democratische muziek van de toekomst". Daartegenover noemde hij serialisme en dodecafonie een "laatste stap in de muziek, een systeem dat strikt genomen alleen appelleert aan gevoel en intelligentie van de componist zelf".
Hij schreef muziek voor piano (waaronder Het verhaal van Babar), voor orgel en voor orkest (onder meer Ouverture De Ruyter), een balletpantomime Cassation, kamermuziek en vocale muziek. Veel van zijn werken zijn gecomponeerd in opdracht, bijvoorbeeld van het Fonds voor de Scheppende Toonkunst en de publieke omroep.
Stams Sonatina Giudaica voor piano (1948, uitg. Wagenaar, Utrecht) werd door eigentijdse muziekpromotor Walter Maas gekenschetst als 'deuropening' tot de nieuwe muziek van na de Tweede Wereldoorlog.
Van Stams werk bestaan weinig opnamen. In 2019 verscheen de cd Cello Frysienne met composities voor cello en piano.

## Publicaties
- Robert Schumann. Uitg. J.H. Gottmer, Haarlem, 1948.
- Inleiding tot de hedendaagse muziek. Uitg. Erven F. Bohn, Haarlem, 1953.
- Programmamuziek, in: Henk Stam, Louis Marie George Arntzenius, Marius Flothuis, Leo Riemens, Lex van Delden, Wouter Paap: Uit het rijk der muziek. Uitg. H. Nelissen, Bilthoven, 1958.

- International Standard Name Identifier: 0000 0001 1998 9048
- Library of Congress Control Number: no93008954
- Nederlandse Thesaurus van Auteursnamen: 06956728X
- Virtual International Authority File: 28195760
- WorldCat: E39PBJkXrCc3bhkdj7QpwrWxDq